# Moi aimer toi
Singles de Vianney
Je m'en vais
(2016) Dumbo
(2017)
Moi aimer toi est une chanson du chanteur français Vianney. Elle est sortie en single le 13 mars 2017 en tant que deuxième extrait du deuxième album de l'artiste, Vianney.

## Développement
Après le succès du premier single extrait de l'album Vianney, Je m'en vais, le chanteur choisit Moi aimer toi comme deuxième single. Il est envoyé aux radios le 13 mars 2017.

## Clip vidéo
Le clip vidéo de Moi aimer toi, filmé en Afrique du Sud,,, sort le 29 mars 2017.

## Reprises et utilisations
Invité de l'émission Quotidien pour promouvoir son album, Vianney interprète Moi aimer toi en duo avec le comédien Vincent Dedienne,,.

## Classements et certifications
| Classement (2017)                       | Meilleure position |
| --------------------------------------- | ------------------ |
| Belgique (Flandre Ultratip 100)         | 17                 |
| Belgique (Wallonie Ultratop 50 Singles) | 8                  |
| Belgique (Wallonie Ultratop 50 Airplay) | 2                  |
| France (SNEP)                           | 71                 |
| France (SNEP Radio)                     | 4                  |
| France (SNEP Ventes)                    | 24                 |

| Classement (2017)            | Position |
| ---------------------------- | -------- |
| Belgique (Wallonie Ultratop) | 40       |
| France (SNEP)                | 154      |

### Certifications
| Région                                                                     | Certification | Ventes/Streams |
| -------------------------------------------------------------------------- | ------------- | -------------- |
| France (SNEP)                                                              | Platine       | 133 333‡       |
| xNon précisé par la certification ‡ventes/streaming selon la certification |               |                |

## Historique de sortie
| Pays / Région | Date         | Format                    | Label       | Réf.  |
| ------------- | ------------ | ------------------------- | ----------- | ----- |
| France        | 13 mars 2017 | Diffusion radiophonique   | Tôt ou tard | [ 1 ] |
| Divers        | 31 mars 2017 | Téléchargement, streaming | Tôt ou tard |       |